# Reakcja następcza
Reakcja następcza – złożona reakcja chemiczna, w której produkty powstają z substratów dwuetapowo lub wieloetapowo, poprzez produkty przejściowe, powstające w kolejnych reakcjach elementarnych. W tych etapach reakcji następczej mogą zachodzić reakcje proste, odwracalne lub równoległe, np.:
A + B → C + D,
C ⇌ E + F,
C + D ⇌ G.
Równanie reakcji następczej (jak każdej reakcji złożonej) jest sumą odpowiednich równań reakcji elementarnych – wyraża bilans masy (zobacz – stechiometria), a nie ilustruje mechanizmu reakcji. Wyrażenie określające wartość stałej równowagi reakcji następczej jest liniową kombinacją wyrażeń dotyczących reakcji elementarnych. Jeżeli różnica między szybkościami obu reakcji elementarnych jest duża, szybkość reakcji złożonej jest równa szybkości jej najwolniejszego etapu.

## Elementy kinetyki reakcji następczych
Sposób analizy szybkości reakcji następczych zostanie przedstawiony na przykładzie procesu dwuetapowego, złożonego z dwóch reakcji prostych pierwszego rzędu:
A → B → C.
Jeżeli proces zachodzi w układzie termodynamicznie zamkniętym sumaryczne stężenie {\displaystyle (c)} wszystkich trzech reagentów nie ulega zmianom w czasie, a więc w każdej chwili jest spełniona zależność:
a = cA + cB + cC,
gdzie {\displaystyle a} – początkowe stężenie substratu A.
Szybkość reakcji wyraża się np. jako szybkość zmian stężenia substratu lub produktu w czasie. W przypadku reakcji I rzędu szybkość zmian stężenia substratu (A) w wyniku reakcji pierwszej (A → B, stała szybkości reakcji – {\displaystyle k_{1}}) wyraża równanie:
{\displaystyle {\frac {-dc_{A}}{dt}}=k_{1}c_{A}}
lub (po scałkowaniu):
{\displaystyle \ln {c_{A}}=-k_{1}t+\ln {a}}
lub (po przekształceniu):
{\displaystyle c_{A}=ae^{-k_{1}t}.}
Wykresem funkcji jest krzywa logarytmiczna w układzie współrzędnych {\displaystyle c_{A}-t} lub prosta w układzie {\displaystyle \ln c_{A}-t} (o współczynniku kierunkowym {\displaystyle k_{1}}).

Zmiany stężenia reagentów w czasie reakcji następczej, A → B → C, – początkowe stężenie substratu A

Produkt pośredni B (produkt reakcji 1 i substrat reakcji 2) początkowo gromadzi się w układzie, ponieważ szybkość reakcji A → B jest większa od B → C. W tym okresie zmniejsza się stężenie {\displaystyle c_{A},} a stężenie {\displaystyle c_{B}} rośnie, co powoduje zmniejszanie się szybkości reakcji 1 i wzrost szybkości reakcji 2 (powstawanie produktu końcowego C). W kolejnym okresie stężenie {\displaystyle c_{A}} zbliża się do zera, a {\displaystyle c_{B}} osiąga wartość maksymalną w danych warunkach zewnętrznych. W następnym okresie obserwuje się stopniowe zmniejszanie się stężenia {\displaystyle c_{B}} i wzrost stężenia {\displaystyle c_{C},} przy czym:
{\displaystyle {\frac {dc_{C}}{dt}}=k_{2}c_{B},}
{\displaystyle {\frac {dc_{B}}{dt}}=k_{1}c_{A}-k_{2}c_{B}.}
Kształt krzywej {\displaystyle c_{B}-t} zależy od stosunku stałych szybkości obu reakcji elementarnych ({\displaystyle k_{1}} i {\displaystyle k_{2}}), co wyraża zależność:
{\displaystyle c_{B}={\frac {k_{1}a}{k_{2}-k_{1}}}\ (e^{-k_{1}t}-e^{-k_{2}t}),}
{\displaystyle c_{C}=a-ae^{-k_{1}t}-{\frac {k_{1}a}{k_{2}-k_{1}}}\ (e^{-k_{1}t}-e^{-k_{2}t}).}

## Elementy termodynamiki chemicznej
W większości układów rozpatruje się możliwości równoczesnego przebiegu elementarnych reakcji chemicznych w obu kierunkach (z różnymi szybkościami, łącznie – w kierunku stanu równowagi). Ilustruje to przykład procesu:
A + B ⇌ C + D,
C + B ⇌ D + E.
Jako przykład takiej reakcji jest podawany złożony proces bezciśnieniowej konwersji metanu parą wodną na katalizatorze niklowym w temperaturze 600–800 °C. W tym przypadku, istnieje wiele możliwych do pomyślenia reakcji elementarnych, lecz w warunkach procesu (m.in. temperatura, nadmiar wody) istotną rolę odgrywają dwie reakcje odwracalne, biegnące szybciej w prawo:
CH4 + H2O ⇌ CO + 3 H2,
CO + H2O ⇌ CO2 + H2.
Stężenia poszczególnych reagentów w stanie równowagi są obliczane z wykorzystaniem informacji stałych równowagi obu etapów oraz wartości stopnia przemiany dwutlenku węgla i metanu (względny stopień przereagowania, związany z liczbą postępu reakcji).